# Andrea Polnaszek
Andrea Polnaszek (* 28. Mai 1972 als Andrea Murray Boylan) ist eine US-amerikanische Drehbuchautorin. Sie ist außerdem Mitbegründerin der christlichen Filmproduktionsgesellschaft Mustard Seed Entertainment.

## Leben
Andrea Polnaszek studierte Sozialarbeit, zunächst am Gordon College, wo sie ihren Bachelor ablegte. Es folgte ein Master-Studium in Sozialarbeit und ein Zertifikat in Theologie am Southern Baptist Theological Seminary. Als Sozialarbeiter arbeitete sie in einer christlichen Kinderklinik. 
Zusammen mit ihrer jüngeren Schwester Alexandra Boylan und deren Ehemann John K.D. Graham gründete sie die Filmproduktionsgesellschaft Mustard Seed Entertainment. Als Drehbuchautorin verfasste sie die Drehbücher zu Catching Faith (2015) und Wish for Christmas – Glaube an Weihnachten (2016), die beiden ersten Filme des Studios.
Andrea Polnaszek lebt zusammen mit ihrem Ehemann in Chippewa Falls, Wisconsin. Dort engagieren sie sich in der Fellowship Church und gründeten die Non-Profit-Ministry Touched Twice. Das Paar hat drei Kinder.

## Werke
- The Elijah Project: My Protector, My Provider. Selbstverlag 2018. ISBN 978-0578202525

## Filmografie
- 2015: Catching Faith
- 2016: Wish for Christmas – Glaube an Weihnachten (Wish for Christmas)